# История гражданской авиации в России
История гражданской авиации в России официально отсчитывается от 9 февраля 1923 года, когда Совет труда и обороны принял постановление «О возложении технического надзора за воздушными линиями на Главное управление воздушного флота и об организации Совета по гражданской авиации». Именно этот день был официально признан в качестве дня образования гражданской авиации СССР, а потом России.
Фактически же, развитие гражданской авиации в СССР началось раньше даты её официального создания.

## Ранние годы
В апреле 1918 года в составе Всероссийской коллегии по управлению воздушным флотом (с мая Главное управление Рабоче-Крестьянского Красного Военно-Воздушного Флота (Главвоздухфлот)) был создан отдел по применению авиации в народном хозяйстве. До этого времени имелись лишь единичные нерегулярные случаи использования авиации не военного назначения в транспортных целях. Отделом, в частности, предполагалось наладить воздушную линию Петроград — Москва, организовать работы по аэрофотосъёмке территории страны. Некоторые работы были выполнены, но Гражданская война приостановила реализацию планов.
Так, в 1920-м году была организована первая воздушная линия для доставки как почты, так и пассажиров по маршруту Смоленск — Гжатск — Москва, в 1921 году открылась авиалиния Москва — Харьков. Эти авиалинии проработали непродолжительное время.
В мае 1922 года российско-германское авиапредприятие «Дерулюфт» открыло первую в России регулярную международную почтово-пассажирскую линию Москва — Кёнигсберг, в 1926 году продлённую до Берлина. 
В 1923 году «Добролёт» открыл первую регулярную внутреннюю почтово-пассажирскую авиалинию Москва — Нижний-Новгород.

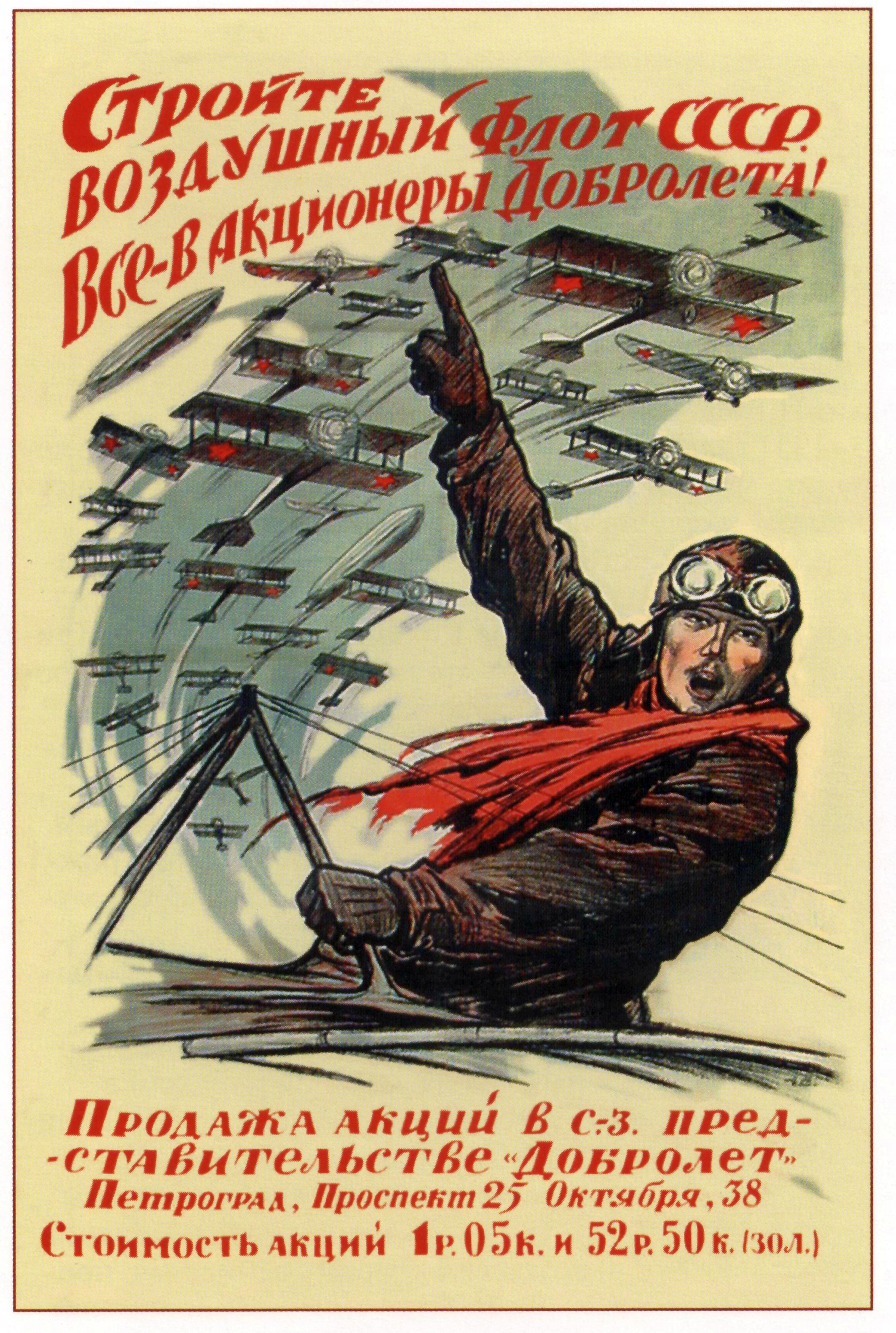
Рекламно-агитационный плакат 1923 года

## Развитие органов управления гражданской авиации
Ещё в 1921 году на основе концессионного соглашения c германской стороной было основано совместное «Русско-германское общество воздушных сообщений» (Deruluft).
В начале 1921 года вышел первый в стране закон о регулировании полётов — декрет Совета Народных Комиссаров № 40 «О воздушных передвижениях». Это был первый законодательный акт, регулировавший организацию воздушных сообщений над территорией России и над её территориальными водами.
В декабре 1922 года в составе Главвоздухфлота была образована Инспекция гражданского воздушного флота.
9 февраля 1923 года Совет труда и обороны принял постановление «О возложении технического надзора за воздушными линиями на Главное управление воздушного флота и об организации Совета по гражданской авиации». Этот день стал считаться датой образования гражданской авиации СССР. С 1923 года Совет по гражданской авиации принял на себя руководство всей отраслью.
В марте 1923 года воздушный транспорт получил новый толчок к развитию — была создана массовая добровольная общественная организация «Общество друзей воздушного флота», преобразованная в 1925 году в «Авиахим», а в 1927 в «Осоавиахим», которое позднее, в 1951 году, было преобразовано в ДОСААФ.
В феврале 1930 года была образована Главная инспекция гражданского воздушного флота при Народном комиссариате по военным и морским делам; Совет по гражданской авиации, созданный несколькими годами ранее, был упразднён. В октябре того же года было образовано Всесоюзное объединение гражданского воздушного флота (ВОГВФ), подчинявшееся Совету труда и обороны.
С начала 1930-х годов началось масштабное производство пассажирских самолетов: парк гражданской авиации пополнили самолеты К-5 (их было изготовлено больше, чем других в этом классе, — свыше 260), ПС-9, АИР-6, ХАИ-1, «Сталь-2» и «Сталь-3», ПС-35, ПС-84 (Ли-2), ряд гражданских модификаций военных самолетов.
В 1932 году, на основании постановления Совета народных комиссаров № 209 от 25 февраля, вместо ВОГВФ было образовано Главное управление гражданского воздушного флота при СНК СССР (сокращённо ГУГВФ или Аэрофлот).
В подчинении Аэрофлота находились хозрасчётные тресты: Трансавиация, Снабаэрофлот, Граждавиапром, Граждавиастрой, Дирижаблестрой и Сельхозавиация. В том же году для работников была введена форма и знаки различия.
В 1964 году вместо ГУГВФ было образовано Министерство гражданской авиации СССР. После распада СССР вместо него был образован Департамент воздушного транспорта Министерства транспорта РФ, в 1996 году ему на смену пришла Федеральная авиационная служба, которая также несколько раз переименовывалась. В 1999 году она была реорганизована в Федеральную службу воздушного транспорта, в 2000-м в Государственную службу гражданской авиации Министерства транспорта. С 2004 года государственный надзор в области авиации осуществляют Федеральное агентство воздушного транспорта (Росавиация), Департамент государственной политики в области гражданской авиации Минтранса РФ и Ространснадзор.

## Развитие пассажирского авиационного транспорта

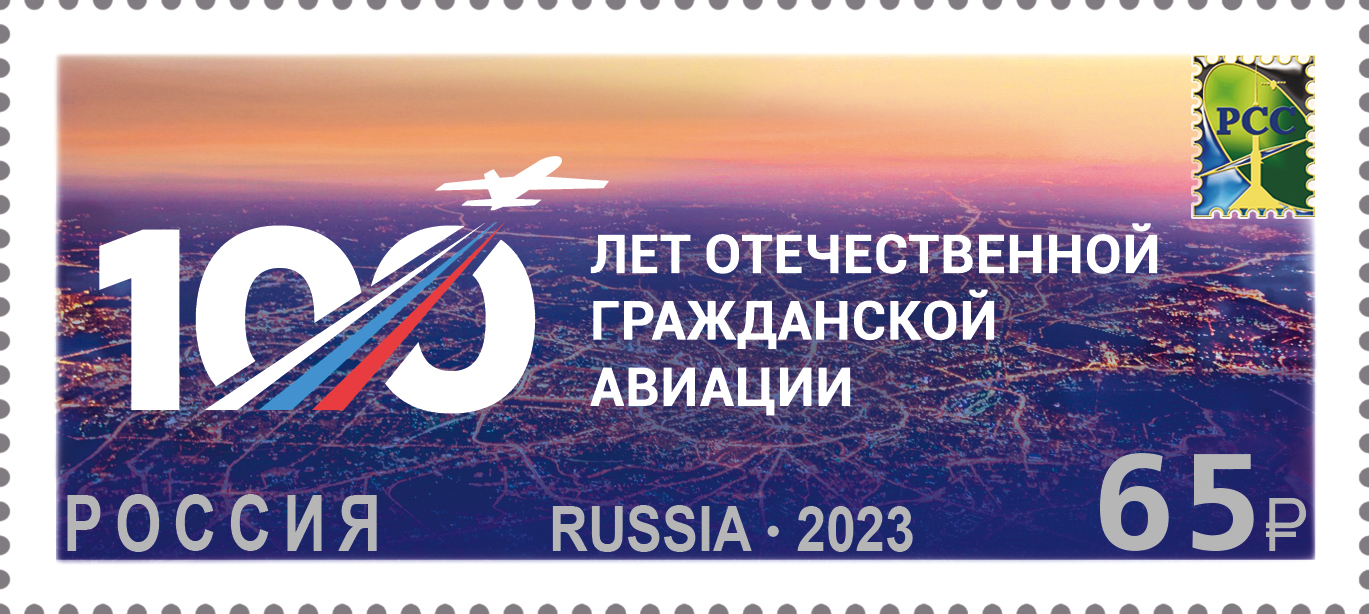
Почтовая марка 2023 год. Совместный выпуск Администраций связи стран – членов РСС. История авиации. 100 лет отечественной гражданской авиации России

Первый пассажирский самолёт советской конструкции — АК-1. Одним из первых был пятиместный ПМ-1, совершавший регулярные перелёты по линиям Москва-Берлин и Москва-Ленинград. Самолёт вошёл в эксплуатацию в 1925 году, его конструктором являлся Николай Поликарпов.
Спустя 4 года лётные испытания прошёл первый в СССР многоместный пассажирский самолёт АНТ-9 вместимостью 9 пассажиров.
С 1935 по 1941 год воздушный флот СССР был полностью переведён на самолёты, произведённые внутри страны, импортные пассажирские самолёты перестали курсировать как на внутренних, так и на международных рейсах. В 1941 году начались закупки американских Си-47.
В этом же году на пассажирских самолётах начинают появляться бортпроводники. Первой советской стюардессой стала Эльза Городецкая, её первый перелёт в этом качестве состоялся на рейсе Москва-Ашхабад, который выполнялся самолётом ПС-84.
Во время войны гражданский воздушный флот использовался для военных целей. До войны в Красной Армии отсутствовали подразделения военно-транспортной авиации, и для перевозки грузов в военное время предполагалось использовать самолёты гражданского воздушного флота. Постановлением СНК от 23 июня 1941 года ГВФ был подчинён Наркомату обороны СССР; с апреля 1942 года — ВВС Красной армии,
В 1947 году на линиях пассажирских перевозок начал эксплуатироваться — Ил-12. Первым советским реактивным самолётом, предназначенным для пассажирских перевозок, стал Ту-104, который совершил свой первый рейс в 1956 году. Год спустя, в 1957 году, появился самолёт Ту-114, который на тот момент был самым большим в мире пассажирским лайнером, имея пассажировместимость 200 человек. В 1967 году ему на смену в дальнемагистральных перевозках пришёл самолёт Ил-62.
В 1968 году первый полёт совершил самолёт, который в дальнейшем стал самым массовым реактивным пассажирским самолётом в СССР — Ту-154.
В 1976 году на испытательные полёты вышли сразу два новых пассажирских лайнера — Як-42 и Ил-86.
Год спустя, в 1977 году в эксплуатацию был введён первый в мире пассажирский сверхзвуковой самолёт Ту-144.
При этом, несмотря на сложности этого периода, в 1993 году в эксплуатацию был введён ещё один российский самолёт — Ил-96 пассажировместимостью 300 человек. После этого наступил длительный перерыв, завершившийся только в 2011 году, когда в российские авиакомпании поступил самолёт Сухой Суперджет-100, ставший первым разработанным в России после распада СССР самолётом. Спустя 9 лет, в 2020 году, совершил первый полёт среднемагистральный самолёт МС-21-300 с российскими авиационными двигателями ПД-14.

## Участие в международных организациях
В 1928 году советские пассажирские самолёты впервые были представлены на международной авиационной выставке в Берлине.
В 1936 году СССР вошёл в число членов Международной авиационной федерации (FAI).

## Авиакомпании в СССР и современной России
В СССР существовала одна основная государственная авиакомпания (авиаперевозчик) — Аэрофлот, имевшая ряд региональных подразделений.
После распада СССР в 1991 году появилось сразу несколько самостоятельных частных авиакомпаний, образовавшихся на основе его авиапарка.
Российская авиакомпания «Аэрофлот» стала правопреемником одноимённой советской авиакомпании. Его датой основания считается 17 марта 1923 года.
Авиакомпания «Трансаэро» была основана 28 декабря 1990 года, она стала первой частной авиакомпанией в России.
Авиакомпания Utair основана 28 октября 1991 года.
Авиакомпания S7 Airlines была основана 6 мая 1992 года.
Авиакомпания «Уральские авиалинии» была основана в 1993 году.
Авиакомпания AzurAir, крупнейший российский чартерный перевозчик, была основана в 2014 году.
В 2014 году в России начал работу первый полноценный лоукостер (бюджетный авиаперевозчик) — компания «Победа», созданный как дочернее подразделение авиакомпании «Аэрофлот».
Всего по данным на 2020 год в России существует 39 авиакомпаний.

## История аэродромов и аэропортов гражданской авиации в России
Кёнигсбергский аэропорт Девау, являющийся первым гражданским аэропортом Европы и первым аэропортом, куда был совершён международный перелёт из СССР, позднее оказался на территории СССР в составе Калининградской области. Он был открыт в 1919 году на месте закрытой авиабазы аэропорт Кёнигсберг-Девау (Königsberg-Devau)
В 1931 году на главном московском аэродроме на Ходынском поле был открыт аэровокзал. Аэродром на Ходынке прекратил работу в 2003 году.
Год спустя, в 1932 году, был открыт новый аэропорт в Ленинграде.
В 1936 году был открыт аэропорт в Симферополе, который должен был связать Крымский полуостров с Москвой, на территории которого, в том числе, проводилось обучение лётчиков гражданской авиации.
К началу 1990-х годов на территории России было 1450 действующих аэропортов. По данным на 2021 год, в России действует 241 аэропорт гражданской авиации.

### Московский авиационный узел
Первым полноценным гражданским аэропортом в Москве стал аэропорт Быково, который был открыт в 1933 году, а спустя три года, в 1936 году, из него начали осуществляться регулярные пассажирские перевозки. Быково считается старейшим аэропортом Москвы, однако в настоящее время (по данным на 2022 год) он уже не является действующим, он прекратил работу с 2010 года.
Вторым открылся международный аэропорт Внуково, это произошло в 1941 году. На данный момент он является старейшим из ныне действующих московских аэропортов.
В 1960 году был открыт международный аэропорт Шереметьево, а спустя три года, в 1964 году, в эксплуатацию был введён третий из ныне действующих аэропортов Московского авиационного узла — Домодедово.
После этого в течение долгого времени изменения числа московских аэропортов не происходило, пока в 2016 году не открылся пассажирский терминал в аэропорту Жуковский. 

## История учебных заведений гражданской авиации
Подготовка пилотов гражданской авиации осуществляется в специализированных учебных заведениях. По данным на 2022 год в России действует 18 таких учебных заведений, часть из которых является региональными филиалами с головным училищем. С 2013 года в России отмечается отраслевой профессиональный праздник День работника гражданской авиации.

## 100-летие гражданской авиации в России
9 февраля 2023 отмечается 100 лет с возникновения гражданской авиации в России.
В рамках юбилейных мероприятий, посвящённых этому, была учреждена юбилейная медаль «100 лет гражданской авиации России», указ об этом был подписан 17 ноября 2022 года. Планируется, что медалью, на лицевой стороне которой изображён самолёт МС-21, будут награждены сотрудники различных отраслей гражданской авиации, государственные чиновники, работающие в этой сфере, а также другие лица, которые внесли вклад в развитие гражданской авиации.
Помимо этого, президентом России Владимиром Путиным в октябре 2022 года был подписан специальный указ об организации и проведении праздничных мероприятий, посвящённых столетию гражданской авиации в России. Для этих целей был организован специальный оргкомитет, ответственный за их проведение.
Также в 2023 году к 100-летнему юбилею гражданской авиации будет приурочено проведение основной отраслевой выставки гражданской авиации NAIS. Она запланирована на 7-8 февраля 2023 года.